# アローザ (タンカー)
アローザ (Arosa) は、アローザ・マリタイム社が所有する原油タンカーで、1993年2月1日、日立造船有明工場で建造された。1992年3月に改正された国際海洋汚染防止条約（MARPOL）に適応するダブルハル（二重船殻構造）VLCCとしては日本初の建造船で、世界でも2番目であった。